# Augustin Luciani
Augustin Luciani, také Augustin Lucián z Mirandoly, správně Augustin, syn Lucianův, jednoduše biskup Augustin (? před 1450 Vicenza – 1. březen 1493 Kutná Hora) byl italský duchovní šlechtic, titulární biskup sankturienský se sídlem v Mirandole. Poslední desetiletí života strávil v Čechách, kam přišel na žádost českých utrakvistů do úřadu světícího biskupa, aby zajistil pokračování a obnovování utrakvistického kléru.

## Mládí a italská kariéra
Augustin Luciani se narodil nezjištěného roku ve šlechtické rodině Bessariů ve Vicenze, která náležela do Benátské republiky. Urozený původ a kněžské vzdělání mu pomohly, že ho 16. listopadu 1477 v Římě arcibiskup Simone de Patrasso (Šimon Vosič, 1461–1473 arcibiskup v Baru, Č. Hora, od 26. 11. 1473 arcibiskup-osobní titul v diecézi Capodistria, dnes Koper, Slovinsko) vysvětil (hlavní světitel) na biskupa baziliky sv. Ireny na řeckém ostrově Santorini (dnes Théra) v Egejském moři, tehdejším panství Benátské republiky. Prakticky se o své chudé biskupství nikdy nestaral, pravděpodobně je nikdy ani nenavštívil. Spolusvětiteli byli : 2) arcibiskup Benedikt/Benedictus/,OSB(tj.benediktin), od r.1459 titulární arcibiskup z Mytilene(zemřel r.1482), 3) arcibiskup Stefano de Taleazis/Stefan Teglatije/, od 26.11.1473 arcibiskup z Baru, poté od r.1485 arcibiskup - osobní titul italské diecéze Torcello(zemřel r.1514) . Po vysvěcení musel biskup Augustin hledat zdroje dalších příjmů, a proto se uchýlil na dvůr hraběte Galleazza I. z rodu Pico della Mirandola v Mirandole. V této malé signorii se stal proboštem, měl tak dostatek času pro své učenecké zájmy, jež byly na hraběcím dvoře pěstovány (zejména filozofie a kabala). Tamtéž byl Augustin kontaktován českými bohoslovci – utrakvisty, které začal za peníze světit na jáhny a na kněze, jak v Mirandole, tak i v Modeně. Papež Sixtus IV. (1471–1484+) se pokusil biskupovi zabránit v jejich svěcení, vyzval boloňského kardinála – legáta, aby mu další činnost znemožnil. Také čeští katoličtí preláti si kvůli tomu na biskupa Augustina Lucianiho stěžovali u římské kurie.

## Biskupem utrakvistů v Čechách
Římské kurii se v roce 1482 podařilo biskupa Augustina přimět k odchodu ze země. Odcestoval do Čech v doprovodu svých tří služebníků Benedikta, Bonaventury a Pirra. Začátkem dubna 1482 již dorazili na území Českého království, kde Augustina přijala kališnická šlechta, pod jejímž patronátem začal světit utrakvistické jáhny a kněze. 2. dubna 1482 byl přijat ve Vimperku u pana Jana Kaplíře ze Sulevic. 7. dubna už byl v Písku, následovaly Tábor a hrad Lipnice pana Mikuláše ml. Trčky z Lípy, kde se biskup o Svatodušních svátcích roku 1482 setkal také s poselstvem pražských univerzitních mistrů, konzistoře a jejího administrátora Václava Korandy mladšího. Augustin postupoval od města k městu obklopen houfy příznivců. Počátkem června 1482 za ním stálo již dvanáct tisíc poutníků, zčásti také ozbrojených. V jejich čele byli horliví vyznavači kalicha, jako Petr Kdulinec z Ostroměře, Mikuláš z Hořic a na Pecce či město Hradec Králové.
V březnu 1483 Augustin tři týdny pobyl na sněmu kališnických stavů v Nymburce, kde byl zvolen do čela utrakvistického duchovenstva i přesto, že v této době římská kurie skrze horní konzistoř (katolickou) usilovala o jeho zatčení. Až po povstání v roce 1483 odešel Augustin z Hradce Králové přes Slaný do Prahy, kde se usídlil na Starém Městě pražském, v jednom z nejhonosnějších domů na rohu Staroměstského rynku a Železné ulice.
Biskup horlivě kázal a světil kněze včetně uprchlých mnichů. Odvolával se na Basilejská kompaktáta o svobodě víry, vydaná císařem Zikmundem Lucemburským v roce 1436. Brzy se však dostal do vleklých sporů s utrakvistickým administrátorem a dosavadní hlavou utrakvistické církve Václavem Korandou ml. Kriticky se vůči němu chovali i radikální kališníci a univerzitní mistři. Byl obviňován z prchlivosti, hamižnosti, poživačnosti, dokonce i z nevzdělanosti. Roku 1484 dostal pasovský biskup Friedrich Mauerkirchner (jmenován biskupem 30. 10. 1482) zprávu od Augustina, s nímž se přátelsky stýkal, že by se rád vrátil do Itálie. Postoupil ji do Říma, a papež Inocenc VIII. (1484–1492+) dal kardinálům povolení pozvat Augustina do Pasova. Akce ztroskotala náhlým úmrtím pasovského biskupa (zemřel 22. listopadu 1485).
Augustin byl stále více kritizován ze všech stran. Kurie marně vyslala milánského kardinála Giovanniho Arcimbolda, aby přiměl biskupa ke kajícnému návratu do Říma. Augustina navštívil také německý katolický humanista Konrád Celtis, a ve snaze zalíbit se Římu jej zahrnul nadávkami a nepravdivými pomluvami. Od Augustina se odvrátila také Jednota bratrská. Když Augustin 15. února 1486 předsedal synodě kněžstva strany podobojí, zvedla se proti němu všestranná vlna kritiky. Tůma Přeloučský jej odsuzoval za (údajné) svatokupectví.

## Závěr života a smrt
V roce 1491 začal biskup Augustin pomocí pražských kanovníků tajně vyjednávat s římskou kurií o svém návratu do Itálie, údajně pod podmínkou finanční satisfakce. Tato informace dostala formu udání k dolní konzistoři, která si proto na Vánoce 1491 biskupa pozvala na pohovor. Ten ovšem nečekal a odešel do Kutné Hory, kde nebyl vystaven tak silnému tlaku. Kutnohorská městská rada jej přijala vlídně. Těžce nemocný biskup za přítomnosti dvou kutnohorských konšelů sepisuje poslední vůli. V Kutné Hoře také první březnový den roku 1493 zemřel.

## Hrob
Biskup Augustin Luciánův/Luciani/ byl slavně pohřben v kostele Panny Marie před Týnem na Starém Městě pražském, v němž předtím působil a který tehdy platil za utrakvistickou katedrálu. Projektantem a kameníkem jeho mramorové hrobky byl Matěj Rejsek. Dochoval se z ní pouze baldachýn a část zábradlí, neseného sloupky s figurkami čtyř lvů, které odlil kutnohorský zvonař a konvář Ondřej Ptáček. Hrobku otevřeli a zničili horliví katolíci po Bílé Hoře, kteří také vyházeli kosti "kacířského biskupa", a to r. 1623. Baldachýn nadále kryl jen barokní oltář sv. Lukáše staroměstského bratrstva malířů a štítařů.